# Wladimiro Dorigo
Wladimiro Dorigo (* 26. Juni 1927 in Venedig; † 1. Juli 2006 ebenda) war ein venezianischer Politiker, Historiker und Kunsthistoriker, der auch zu archäologischen Themen der Lagune von Venedig arbeitete. 

## Leben und Werk
Wladimiro Dorigo wurde als Sohn eines sozialistischen Eisenbahners geboren. Er schloss sich mit 16 Jahren der Partisanenbewegung an, in der er bis Kriegsende 1945 aktiv war. Zugleich war er in der Azione Cattolica tätig und war Chefredakteur der Zeitschrift Gioventù. Doch 1954 geriet er wegen des erzwungenen Rücktritts des Präsidenten des Jugendzweiges Mario Vittorio Rossi (1925–1976) in Streit mit dem Vatikan, da er ein Wahlbündnis mit dem postfaschistischen MSI bei den römischen Kommunalwahlen bekämpfte. 
Nach dieser Niederlage kehrte Dorigo nach Venedig zurück und engagierte sich im linken Flügel der Democrazia Cristiana. Dort leitete er das offizielle Parteiblatt Il Popolo Veneto, allerdings als einer der führenden Köpfe der „sinistra di Base“ in stetem Konflikt mit der offiziellen Linie Amintore Fanfanis. Hier ging es um den Dialog zwischen christdemokratischen und sozialistischen Gruppen, der vor allem vom landesweitern Präsidenten der Azione Cattolica, Luigi Gedda, bekämpft wurde. Das lokale Bündnis zwischen Christdemokraten und Sozialisten, bekannt geworden als „Formula Venezia“, wurde sowohl von der Parteiführung der Democrazia Cristiana als auch von der Kurie abgelehnt, die Venedigs Patriarchen Angelo Roncalli dazu aufforderte gegen jede Form eines solchen Bündnisses zu intervenieren. Dorigo wurde mit der Exkommunikation gedroht. 
Daraufhin trat er im Februar 1958 von der Leitung seiner Zeitschrift zurück und legte nach und nach alle Ämter nieder. Ab April 1958 arbeitete er an der Zeitschrift Questitalia, mit der er in zentrale Diskussionen des Katholizismus, wie das Verhältnis zwischen Staat und Kirche oder der Frage der Kirche in den ehemaligen Kolonien, eingriff. Sie wurde zwar 1970 eingestellt, doch hatte sie erheblichen Einfluss auf die Debatten der Neuen Linken.
1974 unterstützte er die Kampagne des Partito Radicale zur Verteidigung der Institution der Ehescheidung, dann beriet er als Parteiunabhängiger den Partito Comunista Italiano. Gleichzeitig arbeitete er von 1957 bis 1983 bei der Ente autonomo della Biennale di Venezia, dabei von 1972 bis 1983 als Conservatore des Archivio Storico della Biennale (ASAC). Außerdem war er von 1971 bis 1973 Vicecommissario straordinario der Biennale.
2004 veröffentlichte er einen Appell zur Freilassung seines Sohnes Paolo Dorigo, der wegen eines Attentates auf den Luftwaffenstützpunkt Aviano gefangengesetzt worden war. Paolo Dorigo befand sich im Hungerstreik, um damit den medizinischen Nachweis zu erzwingen, dass er gefoltert worden war.

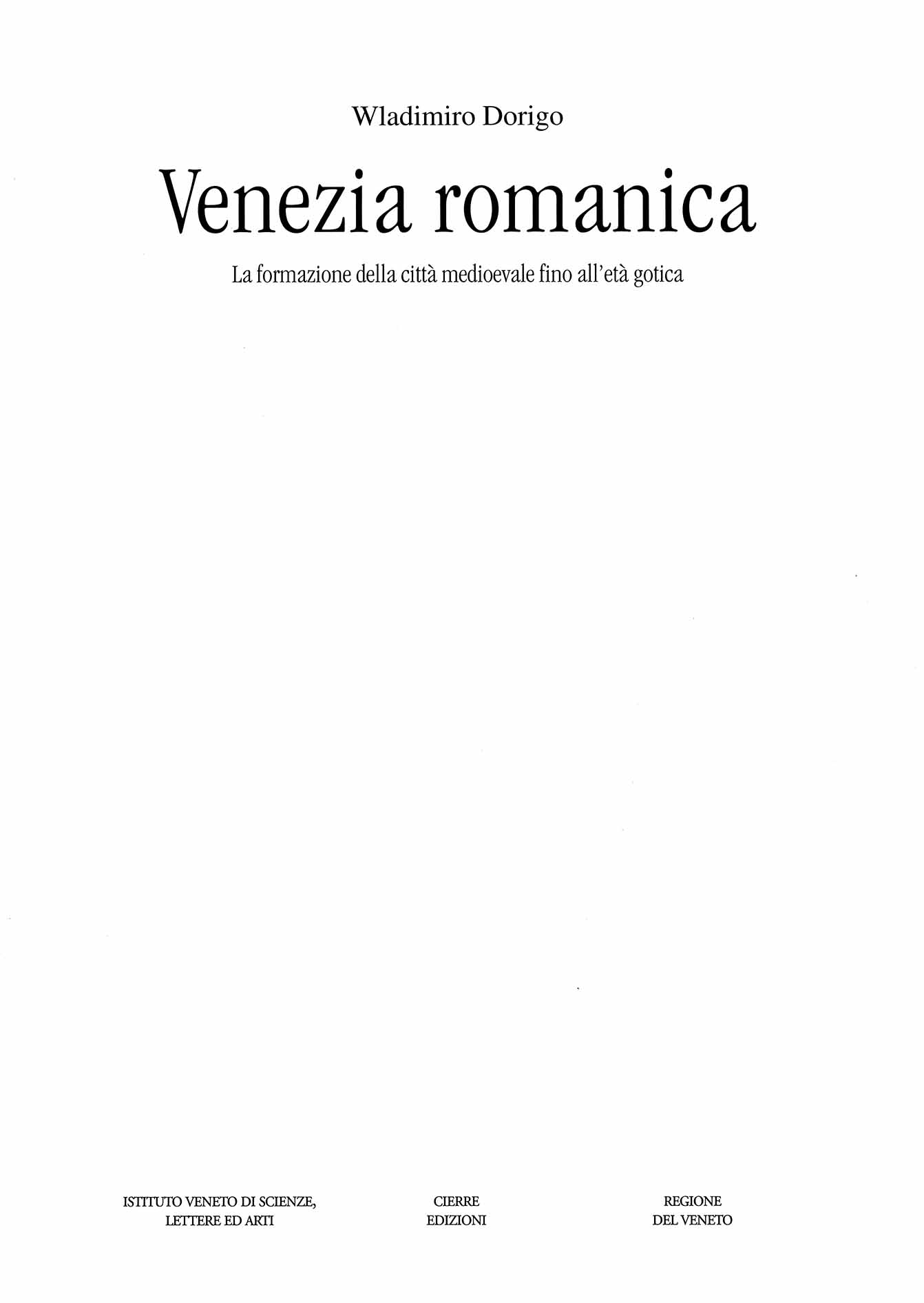
Venezia romanica, 2003

Wladimiro Dorigo veröffentlichte eine Reihe bedeutender Arbeiten zum venezianischen Mittelalter und zur Spätantike. So erschien 1966 Pittura tardoromana, dann vor allem das zweibändige Werk Venezia origini, schließlich Venezie sepolte nella terra del Piave im Jahr 1994 und endlich Venezia romanica, ebenfalls zweibändig, im Jahr 2003. 1986 gründete er zusammen mit Giuseppe Mazzariol Venezia arti, die Zeitschrift des Dipartimento, das später den Namen Dipartimento di storia delle arti e Conservazione dei beni artistici “G. Mazzariol” erhielt. Diese Leitung endete erst mit seinem Tod. Die stärker archäologisch orientierten Werke zum Frühmittelalter entstanden in enger Zusammenarbeit mit Ernesto Canal, die 1977 begann.
Dorigo arbeitete als Dozent an der Universität Venedig, wo er von 1991 bis 1994 das dipartimento di Storia e Critica delle Arti leitete. Am 15. Dezember 2005 erhielt er die Ehrendoktorwürde der Stadtplaner der Ca’ Tron.

## Fondo librario Dorigo
2008 überantwortete Dorigos Sohn die persönliche Bibliothek seines Vaters der Biblioteca di Area Umanistica der Universität Venedig. Die Sammlung umfasst 14.795 Bücher, dazu über 10.000 weitere Stücke, vielfach mit Notizen Dorigos versehen.